# Suzanne Asbury-Oliver
Suzanne Asbury-Oliver é uma norte-americana que é a única profissional do sexo feminino activa, em todo o mundo, que exerce a função de escritora aérea. Asbury-Oliver operou voos para a PepsiCo e agora tem a sua própria empresa de escritura aérea, o Circo Voador Olivers. Ela estima que típico ano, ela escreve 500 mensagens no céu em mais de 150 localidades nos EUA.